# Ceumpeudak (Tanah Jambo Aye)
Ceumpeudak is een bestuurslaag in het regentschap Aceh Utara van de provincie Atjeh, Indonesië. Ceumpeudak telt 1595 inwoners (volkstelling 2010).